# Fantasy-Jahr 1932
Übersicht

1930 | 1931 | Fantasy-Jahr 1932 | 1933 | 1934 | 1935 | 1936 | ► | ►►

Weitere Ereignisse

## Neuerscheinungen Filme
| Deutscher Titel                            | Deutschsprachiges Erscheinungsjahr | Originaltitel              | Regie                                  | Anmerkungen |
| ------------------------------------------ | ---------------------------------- | -------------------------- | -------------------------------------- | ----------- |
| Die Herrin von Atlantis                    | 1932                               | L' Atlantide               | Georg Wilhelm Pabst                    |             |
|                                            |                                    | Chandu the Magician        | William Cameron Menzies, Marcel Varnel |             |
|                                            |                                    | Deux fables de La Fontaine | Władysław Starewicz                    |             |
| Hänsel und Gretel                          | -                                  | -                          | Alf Zengerling                         |             |
|                                            |                                    | King Neptune               | Burt Gillett                           |             |
|                                            |                                    | Magic Art                  | Harry Bailey, John Foster              |             |
| Die Wundersamen Abenteuer des kleinen Mutz | -                                  | -                          | Richard Groschopp                      |             |

## Geboren
- Dennis L. McKiernan